# Arctosa tanakai
Arctosa tanakai är en spindelart som beskrevs av Alberto Barrion och James A. Litsinger 1995. Arctosa tanakai ingår i släktet Arctosa och familjen vargspindlar.
Artens utbredningsområde är Filippinerna. Inga underarter finns listade i Catalogue of Life.